# 罗伊·欣森
小罗伊·马努斯·欣森（英語：Roy Manus Hinson Jr.，1961年5月2日—）是美国NBA联盟前职业篮球运动员。他在1983年的NBA选秀中第1轮第20顺位被克里夫兰骑士选中。